# Abborrvarpet, Nagu
Abborrvarpet är en ö nära Boskär i Nagu,  Finland. Den ligger i Skärgårdshavet i Pargas stad i den ekonomiska regionen  Åboland i landskapet Egentliga Finland, i den sydvästra delen av landet. Ön ligger omkring 1 kilometer söder om Boskär, 21 kilometer söder om Nagu kyrka, 55 kilometer sydväst om Åbo och omkring 180 kilometer väster om Helsingfors. Närmaste allmänna förbindelse är förbindelsebryggan vid Nagu Berghamn som trafikeras av M/S Eivor och M/S Cheri.
Öns area är 4,3 hektar och dess största längd är 450 meter i sydöst-nordvästlig riktning. Ön höjer sig omkring 10 meter över havsytan.